# Elaeocarpus timikensis
Elaeocarpus timikensis är en tvåhjärtbladig växtart som beskrevs av Mark James Coode. Elaeocarpus timikensis ingår i släktet Elaeocarpus och familjen Elaeocarpaceae. Inga underarter finns listade i Catalogue of Life.